# Adolfo Lastretti
Adolfo Lastretti, né à Tempio Pausania le 18 novembre 1937 et mort à Loiano le 5 mai 2018, est un acteur et acteur de doublage italien.
Il est crédité sous divers noms : Peter Lastrett, Aldo Lastretti, Alfonso Lastretti ou Guy Ranson.

## Biographie
Adolfo Lastretti s'installe très jeune à Rapallo et fait ses débuts d'acteur en 1957 à l'Accademia d'Arte Drammatica Silvio D'Amico dans le court métrage La spiaggia. Au début des années 1960 il s'installe à Rome et joue des rôles de personnage de méchant dans le western spaghetti puis de genre, parallèlement à une carrière théâtrale et télévisuelle.
Il a aussi travaillé occasionnellement comme acteur de doublage.

## Filmographie sélective

### Cinéma
- 1968 : La Bande à Bonnot de Philippe Fourastié
- 1968 : Ringo cherche une place pour mourir (Joe... cercati un posto per morire!) de Giuliano Carnimeo : révérend Riley
- 1969 : Venus in Furs de Jesús Franco : Hermann
- 1970 : Le Dernier Guet-apens (Corbari) de Valentino Orsini
- 1971 : Confession d'un commissaire de police au procureur de la république (Confessione di un commissario di polizia al procuratore della repubblica) de Damiano Damiani
- 1971 : Scipion, dit aussi l'Africain (Scipione detto anche l'africano) de Luigi Magni
- 1972 : La Horde des salopards ( Una ragione per vivere e una per morire)) de Tonino Valerii (crédité Guy Ranson)
- 1973 : L'Homme aux nerfs d'acier (Dio, sei proprio un padreterno!) de Michele Lupo
- 1973 : La faccia violenta di New York de Jorge Darnell
- 1974 : Borsalino and Co de Jacques Deray
- 1974 : Spasmo d'Umberto Lenzi
- 1975 : Bracelets de sang (Il giustiziere sfida la città) d'Umberto Lenzi
- 1975 : Flic Story de Jacques Deray
- 1975 : Les Quatre de l'apocalypse (I quattro dell'apocalisse) de Lucio Fulci
- 1977 : Calibre magnum pour l'inspecteur (Napoli si ribella) de Michele Massimo Tarantini
- 1981 : Le Lion du désert (titre arabe أسد الصحراء, anglais Lion of the Desert) de Moustapha Akkad

### Télévision
- 1977 : Il passatore, mini-série italienne, qui raconte les dernières années de la vie du bandit Stefano Pelloni, dit « Il Passatore », réalisée par Piero Nelli et adaptée par Francesco Serantini, Tonino Guerra et Rina Macrelli, en trois épisodes, produite en 1977 par la RAI.